# Vinaròs
Vinaròs (em valenciano e oficialmente) ou Vinaroz (em castelhano) é um município da Espanha na província de Castelló, Comunidade Valenciana. Tem 95,5 km² de área e em 2021 tinha 28 862 habitantes (densidade: 302,2 hab./km²).

## Demografia
| Variação demográfica do município entre 1991 e 2014 | Variação demográfica do município entre 1991 e 2014 | Variação demográfica do município entre 1991 e 2014 | Variação demográfica do município entre 1991 e 2014 | Variação demográfica do município entre 1991 e 2014 |
| --------------------------------------------------- | --------------------------------------------------- | --------------------------------------------------- | --------------------------------------------------- | --------------------------------------------------- |
| 1991                                                | 1996                                                | 2001                                                | 2004                                                | 2014                                                |
| 20.026                                              | 20.940                                              | 22.113                                              | 24.467                                              | 28.337                                              |